# Szovjetunió Kommunista Pártja
A Szovjetunió Kommunista Pártja vagy SZKP (oroszul: Коммунисти́ческая па́ртия Сове́тского Сою́за, rövidítve КПСС) az Oroszországi Szociáldemokrata Munkáspárt bolsevik szárnyának utódpártja volt 1952 és 1991 között. A kommunista név már jóval előbb bekerült a párt elnevezésébe: 1918-tól Oroszországi Kommunista (bolsevik) Párt (OK(b)P), majd 1925-től Össz-szövetségi Kommunista (bolsevik) Párt (ÖK(b)P, Всесоюзная коммунистическая партия (большевиков), ВКП(б)) volt a neve, a Szovjetunió Kommunista Pártja nevet 1952-ben vette fel.
Az SZKP lett a későbbi kommunista blokk kommunista pártjainak modellje, felépítésében, irányításában, egyeduralmi és társadalomszervező gyakorlatában, amelyhez különböző embercsoportok és egyének legkegyetlenebb, gyakran tömegessé váló elnyomása és elpusztítása is hozzátartozott. Első számú vezetői teljhatalmú diktátorok voltak, akik a párt történetének különböző szakaszaiban változó módszerekkel gyakorolták hatalmukat.

## A párt felépítése
Általában a szovjet kommunista párt szervezetét másolták a más országokban később létrejött kommunista pártok.
Az SZKP legfelsőbb szerve a Kongresszus volt, amelyet eleinte évente, később Sztálin irányítása alatt ritkábban (1939 és 1952 között egyáltalán nem) hívtak össze, majd Sztálin halála után ötévenként ülésezett. A kongresszusok között az általa választott Központi Bizottság irányította a pártot. A KB választotta a szűkebb vezető testületeket, melyek közül a legjelentősebbek a Politikai Bizottság (illetve 1952 és 1966 között Elnökség) és a Titkárság voltak. A Titkárság tagjai a KB titkárai voltak, akik a párt központi apparátusát irányították. A párt többi testületének és tisztségének elnevezése és feladata viszonylag gyakran változott.
Az SZKP első számú tisztségviselője 1922 és 1934 között a KB főtitkára, 1953 és 1966 között a KB első titkára, ezután megszűnéséig ismét a főtitkár címet viselte. 1934 és 1953 között a KB titkárai elvileg egyenrangú tisztségviselők voltak. A párt tényleges vezetője azonban 1924-ben bekövetkezett haláláig Lenin volt, utána a főtitkári tisztet betöltő Sztálin ragadta magához a vezetést, ő tette e posztot az első számú politikai vezető tisztséggé, és ő volt az, aki vitathatatlan vezetőként meg is szüntette azt 1934-ben. 1953-ban, Sztálin halála után rövid átmeneti zavar következett, amit Hruscsov először informális, majd formalizált első titkárrá választása zárt le. A Szovjetunió első számú politikai vezetője azonban mintegy két évig a miniszterelnök, Malenkov lett, Hruscsov az SZKP KB első titkáraként csupán a pártapparátus irányítója volt.
Fontosabb kongresszusok:
- I. (1898 márciusa) – alapító kongresszus
- VI. (1917 júliusa-augusztusa) – a mensevikek és a bolsevikek végleges szétválása
- X. (1921 márciusa) – Lenin javaslatára a kongresszus betiltja a párton belüli demokráciát
- XV. (1927 decembere) – Sztálin egyeduralmának konszolidálása
- XX. (1956 februárja) – a desztalinizáció meghirdetése
- XXVIII. (1990 júliusa) – a párt hivatalosan lemond állampárti szerepéről

Az SZKP-nek a 15 szovjet tagköztársaság közül 14-ben volt pártszervezete. A kivétel az Oroszországi Szovjet Szövetségi Szocialista Köztársaság (OSZSZSZK) volt, ahol a területi és egyéb központi alárendeltségű pártszerveket közvetlenül az SZKP KB irányította.

### Vezetők
1917-1922 között a pártban kollektív vezetés működött, nem hivatalosan pedig Lenin volt a párt megkérdőjelezhetetlen vezetője egészen 1924-es haláláig. 1922-ben hozták létre a főtitkári posztot, mely eredetileg nem hatalmai pozíció, hanem adminisztratív-technikai jellegű beosztás volt. A pártfőtitkári poszt Lenin halála után Sztálin kezében fokozatosan a párt és az állam legfőbb hatalmi pozíciójává vált.
A Szovjetunióban a gyakorlatban a húszas évek végére vált a pártvezető az ország еlső számú vezetőjévé. Sztálin halála után a pártvezető egy lett a kollektív vezetők közül, majd Brezsnyev hivatali idején visszaállt megkérdőjelezhetetlen elsőbbségének elve.
Az Oroszországi Kommunista (bolsevik) Párt Központi Bizottságának főtitkára:
- Joszif Visszarionovics Sztálin 1922–1925

Az Össz-szövetségi Kommunista (bolsevik) Párt Központi Bizottságának főtitkára:
- Joszif Visszarionovics Sztálin 1925–1934

1934 és 1953 között nem volt első számú vezetői tisztség, Sztálin egyike volt a KB titkárainak (kezdetben negyedmaga), de vezető szerepe megkérdőjelezhetetlen volt.
A Szovjetunió Kommunista Pártja Központi Bizottságának első titkára:
- Nyikita Szergejevics Hruscsov 1953–1964
- Leonyid Iljics Brezsnyev 1964–1966

A Szovjetunió Kommunista Pártja Központi Bizottságának főtitkára:
- Leonyid Iljics Brezsnyev 1966–1982
- Jurij Vlagyimirovics Andropov 1982–1984
- Konsztantyin Usztyinovics Csernyenko 1984–1985
- Mihail Szergejevics Gorbacsov 1985–1991

A szovjet parlament 1990. március 14-én megszüntette a kommunista párt vezető szerepét, ezzel a pártnak közvetlen alkotmányos és kormányzati szerepe megszűnt. A Szovjetunió Kommunista Pártját 1991-ben, az augusztusi puccs után betiltották.

### Alacsonyabb egységek
Alacsonyabb szinten a szervezeti hierarchia különböző szintű bizottságokból épült fel, a vállalatok, intézmények, kolhozok szintjén ezek voltak a partkomok (партком). A partkom feje választott partkom titkár (секретарь парткома) volt. Magasabb közigazgatási szinteken a bizottságokat más rövidítések jelölték: a kerületek vagy járások (rajonok) szintjén rajkom (райком), a területek (oblaszty) szintjén obkom (обком) (korábban a kormányzóságok orosz nevéből gubkom, губком), a városok (gorod) szintjén gorkom (горком).
A legalsó egység az „elsődleges pártszervezet” (первичная партийная организация) vagy „pártsejt” (партийная ячейка) volt. Ilyet mindenhol létrehoztak, ahol legalább három kommunista volt. A sejtet a párttitkár (секретарь партбюро) által vezetett pártiroda (партийное бюро, партбюро) vezette. A párttitkár az illető munkahely fizetett alkalmazottja volt. A nagy pártsejteket kiemelt párttitkárok (освобожденный секретарь) irányították, akik a párttól kapták a fizetésüket.

## A párttagság
A szovjet kommunista párttagság privilégiummá, a párttagok pedig az elit osztállyá, „nómenklatúrává” váltak. A párttagok sok mindenhez hozzájuthattak, amihez a közönséges szovjet polgárok nem, például külön, jobban ellátott üzletekben vásárolhattak, hozzájutottak külföldi árukhoz is, előnyt élveztek a lakáshoz, nyaralóhoz (oroszul „dácsa”) jutáshoz, könnyebben utazhattak külföldre, jobb iskolákba, egyetemekre küldhették gyermekeiket és számukra, illetve gyermekeik számára voltak fenntartva a presztízzsel rendelkező állások. A szovjet elithez csatlakozni párttagság nélkül gyakorlatilag lehetetlen volt.

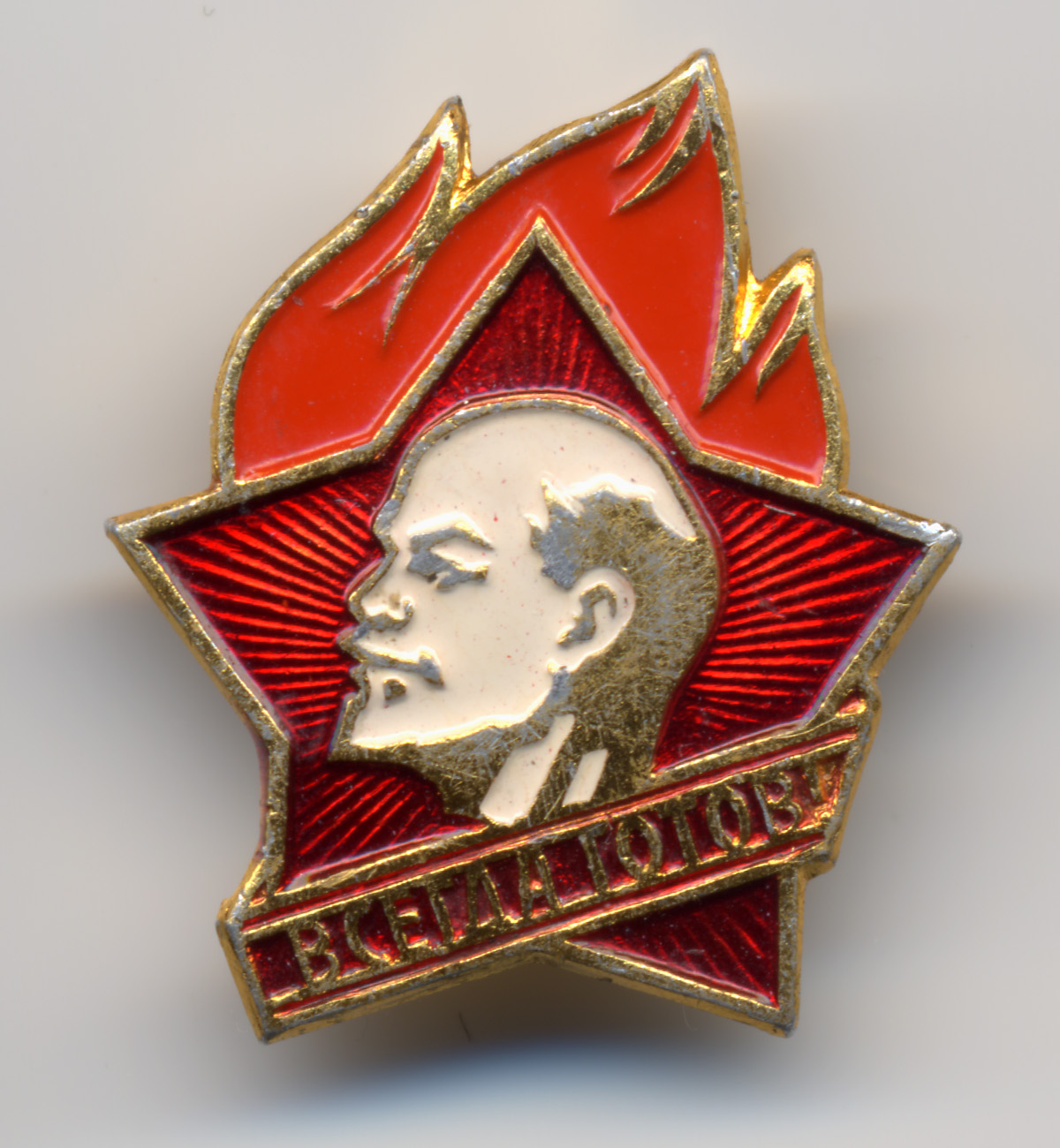
Úttörőjelvény

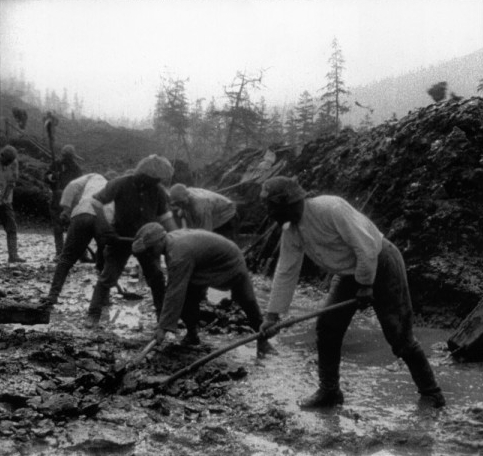
Kényszermunkások a gulágon, Kolimánál

A párttagságnak azonban kockázatai is voltak, különösen az 1930-as évektől, amikor nagy erővel megkezdődtek Sztálin tisztogatásai.
A párttagság nem volt nyitva bárki számára, számos bizottság szűrőjén kellett átjutni hozzá és eközben részleteiben tanulmányozták a jelölt múltját és véleményeit. Amikor már generációk nőttek fel úgy, hogy a szovjet rendszeren kívül másra nem emlékeztek, a pártba jutás gyakorlatilag a karrierépítés egyik lépcsőjévé vált, előkészítő grádicsokkal.
A gyerekek először úttörők lettek, aztán 14 éves korukban a Komszomol, a kommunista ifjúsági szervezet tagjai, végül felnőttként, ha elegendő párthűséget és pártfegyelmet mutattak fel, tagjaivá válhattak az SZKP-nek is. A párttagoknak kötelezettségeik is voltak: tagsági díjat kellett fizetniük és „társadalmi megbízatásokat” (общественные поручения) vállalniuk.

### A tagok száma
Amikor a bolsevikok létrehozták az OKP(b)-t, a pártnak mintegy 200 ezer tagja volt. Sztálin alatt az 1920-as években a párt nagy tagtoborzókampányba kezdett a munkások és a vidéki lakosság körében egyaránt, hogy „proletárosítsák” a pártot és ugyanakkor megerősítsék Sztálin támogató bázisát a régi bolsevikokkal szemben.
1933-ra a pártnak már 3,5 millió tagja és tagjelöltje volt, a sztálini tisztogatások következtében azonban ez a szám 1939-re 1,9 millióra csökkent. Összehasonlításképp 1986-ban, az összeomlás küszöbén az SZKP-nek már több, mint 19 millió tagja volt, a Szovjetunió felnőtt össznépességének mintegy tizede. A párttagok több, mint 44%-át ipari munkásnak, 12%-át termelőszövetkezeti munkásnak sorolták be.

## A párt neve a tagköztársaságok nyelvén
| nyelv    | rövidítés | teljes neve                                      |
| -------- | --------- | ------------------------------------------------ |
| orosz    | КПСС      | Коммунистическая Партия Советского Союза         |
| ukrán    | КПРС      | Комуністична Партія Радянського Союзу            |
| belarusz | КПСС      | Камуністычная Партыя Савецкага Саюза             |
| üzbég    | KPSS      | Sovet ittifoqi kommunistik partiyasi             |
| kazak    | КCPO      | Кеңестік Социалистік Республикалар Одағы         |
| grúz     | სკკპ      | საბჭოთა კავშირის კომუნისტური პარტია              |
| azeri    | СИКП      | Совет Иттифагы Коммунист Партијасы               |
| litván   | TSKP      | Tarybų Sąjungos komunistų partija                |
| moldáv   | ПКУС      | Партидул Комунист ал Униуний Советиче            |
| lett     | PSKP      | Padomju Savienības Komunistiskā Partija          |
| kirgiz   | ССКП      | Советтер Союзунун Коммунисттик партиясы          |
| tadzsik  | ҲКИШ      | Ҳизби коммунисти Иттиҳоди Шӯравӣ                 |
| örmény   | ՍՄԿԿ      | Խորհրդային Միության կոմունիստական կուսակցություն |
| türkmén  | SSKP      | Sowet Soýuzynyň Kommunistik partiýasy            |
| észt     | NLKP      | Nõukogude Liidu Kommunistlik Partei              |

## A párt utóélete
1991-ben a Gorbacsov elleni államcsíny támogatása miatt az SZKP-t Oroszország területén betiltották, teljes vagyonát államosították.
1993 februárjában a legutolsó, XXVIII. pártkongresszuson megválasztott Központi Bizottság vezetése alatt rendezték meg a XXIX. pártkongresszust, amely visszaállította a pártot Kommunista Pártok Szövetsége név alatt, a párt vezetője Oleg Senyin lett.
2001-ben a párt kettészakadt, az egyik szárny felvette újra az SZKP nevet, a vezető Oleg Senyin maradt. A másik szárny vezetője Gennagyij Zjuganov lett.
Ezeken kívül még további 5 SZKP nevű, s 3 Oroszországi Kommunista Párt (bolsevik) nevű szervezet létezik. Az összes orosz kommunista párt közül csak a Zjuganov által vezetett fejt ki Oroszországban jelentős politikai tevékenységet, sokáig a második legnagyobb párt volt az orosz parlamentben.
Az SZKP régi szovjet tagköztársasági részegységei közül az azeri, a belarusz, a kazah, a kirgiz, a moldáv, az örmény, a tádzsik, s az ukrán párt tagjai a Senyin vezette pártszövetségnek:
- Az azeri pártot Azerbajdzsánban 1991-ben betiltották, 1993-ban újraszerveződött, jelenleg parlamenten kívüli párt,
- A belarusz párt parlamenten kívüli párt, a jelenlegi Lukasenka elleni ellenzéki szövetség tagja,
- A kazah párt jelenleg parlamenten kívüli párt,
- A kirgiz párt jelenleg is aktív politikai tevékenységet folytat, a kirgiz parlamentben ellenzéki párt, a mandátumok egynegyedét birtokolja,
- A moldáv párt a 2021-es parlamenti választásokat követően kisebbségi, ellenzéki parlamenti párt,[3]
- Az örmény párt jelentéktelen, parlamenten kívüli párt jelenleg Örményországban,
- Az ukrán párt lassan vesztette el befolyását Ukrajnában, a legutóbbi parlamenti választásokon éppenhogy sikerült átlépnie a parlamenti küszöböt.

Az SZKP többi szovjet tagköztársaságaiban a párt részegységei – észt, grúz, lett, litván, türkmén, üzbég – önállósultak:
- A grúz párt ketté vált, egyik sem parlamenti párt,
- Az észt párt 1990-ben kettészakadt szovjetpárti és szovjetellenes frakcióra, jelenleg mindkettő jelentéktelen, parlamenten kívüli párt,
- A lett pártot 1990-ben betiltották, Lettország Szocialista Pártja néven szerveződött újra, jelenleg 4%-os mandátumaránnyal parlamenti ellenzéki párt,
- A litván párt 1989-ben kimondta függetlenségét, jelenlegi neve: Litvánia Szociáldemokrata Pártja, parlamenti ellenzéki párt, a legutóbbi választásokon a mandátumok 15%-át nyerte el,
- A türkmén párt ideológiát váltott, új neve Türkmenisztán Demokratikus Pártja, az ország egyetlen legális pártja, állampárt,
- Az üzbég párt ideológiát váltott, új neve Üzbég Demokratikus Munkapárt, az 1991 óta hatalmon lévő Karimov üzbég elnök pártja.